# London Pride (film)
För andra betydelser, se London Pride.
London Pride är en brittisk komedi/stumfilm från 1920, regisserad av Harold M. Shaw. Huvudrollerna spelas av Edna Flugrath, Fred Groves och O. B. Clarence. Filmen baseras på en pjäs skriven av Arthur Lyons och Gladys Unger.
Filmen skildrar en kostymklädd överklassman från London som går med i armén.

## Rollista
| Edna Flugrath     | – Cherry               |
| Fred Groves       | – Cuthbert Tunks       |
| O. B. Clarence    | – Mr. Tunks            |
| Mary Brough       | – Mrs. Tunks           |
| Constance Backner | – Maud Murphy          |
| Frank Stanmore    | – Mooney               |
| Douglas Munro     | – Garlic               |
| Mary Dibley       | – Mrs. Topleigh-Trevor |
| Cyril Percival    | – Menzies              |
| Teddy Arundell    | – Bill Guppy           |